# Elezioni regionali in Lombardia del 2018
Le elezioni regionali lombarde del 2018 si sono tenute il 4 marzo 2018 a conclusione della consiliatura per l'elezione del Consiglio regionale e del presidente della Regione, in concomitanza con le elezioni politiche; sono state indette con decreto del prefetto di Milano pubblicato sul bollettino ufficiale della regione il 9 gennaio 2018. Il presidente uscente, Roberto Maroni, esponente della Lega Nord, ha deciso di non ricandidarsi per un secondo mandato.
L'elezione è stata vinta da Attilio Fontana sostenuto dalla coalizione del centro-destra con il 49,8% dei voti.

## Legge elettorale
Il Consiglio regionale è composto da ottanta consiglieri, compreso il Presidente della Regione. Gli altri 79 consiglieri regionali sono eletti con criterio proporzionale sulla base di liste circoscrizionali concorrenti collegate a un candidato presidente, con applicazione di un premio di maggioranza in favore delle liste collegate al presidente eletto.
Le circoscrizioni elettorali coincidono con i territori delle province lombarde esistenti al 1º gennaio 2012. Ogni lista circoscrizionale è raggruppata a livello regionale; ogni gruppo di liste deve essere presente almeno in cinque province. In ogni circoscrizione perciò un candidato presidente può essere collegato a più d'una lista. Gli elettori dispongono di un voto per il candidato presidente e di un voto per una lista provinciale, nonché di un voto di preferenza per uno dei candidati della lista votata. Si può votare per un candidato presidente e per una lista collegata a un altro candidato presidente (cd. "voto disgiunto"). È eletto Presidente della Regione il candidato che ha conseguito il maggior numero di voti validi in ambito regionale. Alle liste collegate al presidente eletto è assegnato un premio di maggioranza variabile: almeno il 55% dei seggi assegnati al Consiglio regionale se il candidato proclamato eletto Presidente della Regione ha ottenuto meno del 40% dei voti validi; almeno il 60% dei seggi assegnati al Consiglio regionale se il candidato proclamato eletto Presidente della Regione ha ottenuto una percentuale di voti validi pari al 40% o superiore.
Le liste collegate al presidente eletto non possono comunque ottenere più del 70% dei seggi. I seggi restanti sono ripartiti, con metodo proporzionale, tra le liste collegate ai candidati alla presidenza non eletti. I seggi sono attribuiti a livello regionale con Metodo D'Hondt ai diversi gruppi di liste e distribuiti quindi alle liste provinciali appartenenti al singolo gruppo. Partecipano all'assegnazione dei seggi i gruppi di liste che abbiano ottenuto a livello regionale almeno il 3% dei voti espressi, ovvero che siano collegati a un candidato presidente che abbia ottenuto almeno il 5% dei voti validi. È eletto consigliere il candidato alla carica di Presidente secondo classificato, con riserva al medesimo dell'ultimo dei quozienti spettanti ai gruppi di liste collegati. Secondo la legge Tatarella, erano eletti sul territorio soltanto 64 consiglieri, mentre 16 erano eletti in una lista regionale (cd. listino), guidata dal candidato presidente. La lista regionale prima classificata, perciò, eleggeva il presidente della Regione e 15 consiglieri "blindati" (poiché non sottoposti singolarmente al voto popolare).

## Candidati alla presidenza
- Attilio Fontana: entrato in corsa dopo il ritiro del presidente uscente Roberto Maroni, sostenuto da una coalizione di centro-destra che comprende: Forza Italia, Lega Nord, Fratelli d'Italia, Noi con l'Italia-UDC, Energie per l'Italia, Partito Pensionati e la lista civica Fontana Presidente.[4][5]
- Giorgio Gori: sindaco di Bergamo, sostenuto da una coalizione di centro-sinistra formata da: Partito Democratico, Lista Civica per Gori Presidente, Lombardia Progressista - Sinistra per Gori, Civica Popolare, +Europa, Obiettivo Lombardia per le Autonomie e Insieme per Gori.[5][6]
- Dario Violi: consigliere uscente della regione, sostenuto dal Movimento 5 Stelle.[7][8]
- Giulio Arrighini: deputato dal 1992 al 1996 per la Lega Nord, di cui è stato militante fino al 1999, sostenuto da Grande Nord.[9]
- Onorio Rosati: consigliere uscente della regione, sindacalista e ex segretario generale della Camera del Lavoro di Milano; sostenuto da Liberi e Uguali.[10]
- Massimo Gatti: sostenuto da "Sinistra per la Lombardia", comprendente Partito della Rifondazione Comunista e Milano in Comune.[11]
- Angela De Rosa: sostenuta da CasaPound.[12][13]

## Sondaggi elettorali
Questa sezione riporta in ordine cronologico i dati dei sondaggi elettorali relativi a questa consultazione. Le percentuali dei candidati sono relative alla parte del campione che esprime un'intenzione di voto, mentre i dati su indecisi e astenuti si riferiscono al totale degli intervistati; i dati sono tratti dal sito ufficiale dei sondaggi politici ed elettorali, curato dalla Presidenza del Consiglio dei ministri.
| Data                | Istituto                          | Maroni                            | Gori                              | Violi                             | Altri                             | Indecisi                          | Astensione                        |
| ------------------- | --------------------------------- | --------------------------------- | --------------------------------- | --------------------------------- | --------------------------------- | --------------------------------- | --------------------------------- |
| 29-31 dicembre 2017 | Winpoll                           | 44,8                              | 34,2                              | 14,3                              | 6,7                               | non indicato                      | non indicato                      |
| 8 gennaio 2018      | Roberto Maroni annuncia il ritiro | Roberto Maroni annuncia il ritiro | Roberto Maroni annuncia il ritiro | Roberto Maroni annuncia il ritiro | Roberto Maroni annuncia il ritiro | Roberto Maroni annuncia il ritiro | Roberto Maroni annuncia il ritiro |
|                     |                                   | Fontana                           | Gori                              | Violi                             | Altri                             | Indecisi                          | Astensione                        |
| 8-10 gennaio 2018   | IndexResearch                     | 42,0                              | 37,0                              | 18,0                              | 3,0                               | non indicato                      | non indicato                      |
| 15 gennaio 2018     | Euromedia Research                | 45,5                              | 36,5                              | 15,0                              | 3,0                               | 39,5                              | 39,5                              |

## Affluenza alle urne
- Alle ore 12 del 4 marzo avevano votato il 19,9% degli aventi diritto.
- Alle ore 19 aveva votato il 59,2%.
- L'affluenza definitiva alle ore 23 è stata pari al 73,10%, per un totale di 5.762.405 votanti su 7.882.634 cittadini elettori.

| Affluenza       | ore 12:00 | ore 19:00 | ore 23:00 |
| --------------- | --------- | --------- | --------- |
| Lombardia       | 19,92%    | 59,22%    | 73,10%    |
| Bergamo         | 22,74%    | 63,16%    | 75,87%    |
| Brescia         | 22,07%    | 63,05%    | 76,55%    |
| Como            | 18,97%    | 56,59%    | 70,59%    |
| Cremona         | 22,53%    | 63,05%    | 73,94%    |
| Lecco           | 21,20%    | 61,66%    | 75,66%    |
| Lodi            | 22,29%    | 62,43%    | 75,12%    |
| Mantova         | 20,22%    | 56,29%    | 70,36%    |
| Milano          | 18,53%    | 57,62%    | 72,03%    |
| Monza e Brianza | 19,51%    | 59,55%    | 75,82%    |
| Pavia           | 17,89%    | 56,69%    | 69,76%    |
| Sondrio         | 17,83%    | 52,38%    | 66,26%    |
| Varese          | 18,97%    | 57,63%    | 71,06%    |

## Risultati elettorali
|                                      | Attilio Fontana ✔️ Presidente | 2 793 369            | 49,75 | Lega per Salvini Premier  | 1 553 787 | 29,65 | 28 |  |  |
| Forza Italia                         | Attilio Fontana ✔️ Presidente | 2 793 369            | 49,75 | 750 739                   | 14,32     | 14    |    |  |  |
| Fratelli d'Italia                    | Attilio Fontana ✔️ Presidente | 2 793 369            | 49,75 | 190 838                   | 3,64      | 3     |    |  |  |
| Fontana Presidente                   | Attilio Fontana ✔️ Presidente | 2 793 369            | 49,75 | 76 641                    | 1,46      | 1     |    |  |  |
| Noi con l'Italia - UDC               | Attilio Fontana ✔️ Presidente | 2 793 369            | 49,75 | 66 381                    | 1,27      | 1     |    |  |  |
| Energie per la Lombardia             | Attilio Fontana ✔️ Presidente | 2 793 369            | 49,75 | 27 968                    | 0,53      | 1     |    |  |  |
| Partito Pensionati                   | Attilio Fontana ✔️ Presidente | 2 793 369            | 49,75 | 20 260                    | 0,39      | –     |    |  |  |
|                                      | Giorgio Gori                  | 1 633 373            | 29,09 | Partito Democratico       | 1 008 560 | 19,24 | 15 |  |  |
| Gori Presidente                      | Giorgio Gori                  | 1 633 373            | 29,09 | 158 682                   | 3,03      | 2     |    |  |  |
| +Europa                              | Giorgio Gori                  | 1 633 373            | 29,09 | 108 745                   | 2,07      | –     |    |  |  |
| Obiettivo Lombardia per le Autonomie | Giorgio Gori                  | 1 633 373            | 29,09 | 62 841                    | 1,20      | –     |    |  |  |
| Italia Europa Insieme                | Giorgio Gori                  | 1 633 373            | 29,09 | 35 074                    | 0,67      | –     |    |  |  |
| Civica Popolare                      | Giorgio Gori                  | 1 633 373            | 29,09 | 20 668                    | 0,39      | –     |    |  |  |
| Lombardia Progressista               | Giorgio Gori                  | 1 633 373            | 29,09 | 20 045                    | 0,38      | –     |    |  |  |
| Seggio di coalizione                 | Seggio di coalizione          | Seggio di coalizione | 29,09 | 1                         |           |       |    |  |  |
|                                      | Dario Violi                   | 974 983              | 17,37 | Movimento 5 Stelle        | 933 382   | 17,81 | 13 |  |  |
|                                      | Onorio Rosati                 | 108 403              | 1,93  | Liberi e Uguali           | 111 300   | 2,12  | –  |  |  |
|                                      | Angela De Rosa                | 50 368               | 0,90  | CasaPound                 | 45 416    | 0,87  | –  |  |  |
|                                      | Massimo Roberto Gatti         | 38 194               | 0,68  | Sinistra per la Lombardia | 35 714    | 0,68  | –  |  |  |
|                                      | Giulio Arrighini              | 15 791               | 0,28  | Grande Nord               | 13 793    | 0,26  | –  |  |  |
| Totale                               | Totale                        | 5 614 481            | 100   |                           | 5 240 834 | 100   | 79 |  |  |
|                                      |                               |                      |       |                           |           |       |    |  |  |
| Schede bianche                       | Schede bianche                | 60 067               | 1,04  |                           |           |       |    |  |  |
| Schede nulle                         | Schede nulle                  | 87 911               | 1,53  |                           |           |       |    |  |  |
| Votanti                              | Votanti                       | 5 762 459            | 73,10 |                           |           |       |    |  |  |
| Elettori                             | Elettori                      | 7 882 633            |       |                           |           |       |    |  |  |

## Consiglieri eletti
| Collegio        | Lista                    | Eletto                     |
| --------------- | ------------------------ | -------------------------- |
| Lombardia       |                          | Attilio Fontana            |
| Lombardia       | Giorgio Gori             |                            |
| Milano          | Lega                     | Gianmarco Senna            |
| Milano          | Lega                     | Riccardo Pase              |
| Milano          | Lega                     | Massimiliano Bastoni       |
| Milano          | Lega                     | Curzio Trezzani            |
| Milano          | Lega                     | Silvia Scurati             |
| Milano          | Lega                     | Simone Giudici             |
| Milano          | Partito Democratico      | Pietro Bussolati           |
| Milano          | Partito Democratico      | Carlo Borghetti            |
| Milano          | Partito Democratico      | Fabio Pizzul               |
| Milano          | Partito Democratico      | Maria Carmela Rozza        |
| Milano          | Partito Democratico      | Paola Bocci                |
| Milano          | Movimento 5 Stelle       | Massimo De Rosa            |
| Milano          | Movimento 5 Stelle       | Monica Forte               |
| Milano          | Movimento 5 Stelle       | Gregorio Consolato         |
| Milano          | Movimento 5 Stelle       | Luigi Piccirillo           |
| Milano          | Movimento 5 Stelle       | Nicola Di Marco            |
| Milano          | Forza Italia             | Giulio Gallera             |
| Milano          | Forza Italia             | Silvia Sardone             |
| Milano          | Forza Italia             | Gianluca Comazzi           |
| Milano          | Forza Italia             | Fabio Altitonante          |
| Milano          | Gori Presidente          | Elisabetta Strada          |
| Milano          | Fratelli d'Italia        | Riccardo De Corato         |
| Milano          | Noi con l'Italia - Udc   | Luca del Gobbo             |
| Milano          | Energie per la Lombardia | Manfredi Palmeri           |
| Bergamo         | Lega                     | Giovanni Malanchini        |
| Bergamo         | Lega                     | Roberto Anelli             |
| Bergamo         | Lega                     | Alex Gallizzi              |
| Bergamo         | Lega                     | Monica Mazzoleni           |
| Bergamo         | Partito Democratico      | Jacopo Scandella           |
| Bergamo         | Gori Presidente          | Niccolò Carretta           |
| Bergamo         | Movimento 5 Stelle       | Dario Violi                |
| Bergamo         | Forza Italia             | Paolo Franco               |
| Bergamo         | Fratelli d'Italia        | Lara Magoni                |
| Brescia         | Lega                     | Fabio Rolfi                |
| Brescia         | Lega                     | Floriano Massardi          |
| Brescia         | Lega                     | Francesco Paolo Ghiroldi   |
| Brescia         | Lega                     | Federica Epis              |
| Brescia         | Forza Italia             | Alessandro Mattinzoli      |
| Brescia         | Forza Italia             | Claudia Carzeri            |
| Brescia         | Forza Italia             | Simona Tironi              |
| Brescia         | Partito Democratico      | Gian Antonio Girelli       |
| Brescia         | Movimento 5 Stelle       | Ferdinando Alberti         |
| Brescia         | Fratelli d'Italia        | Viviana Beccalossi         |
| Como            | Lega                     | Fabrizio Turba             |
| Como            | Lega                     | Gigliola Spezini           |
| Como            | Partito Democratico      | Angelo Orsenigo            |
| Como            | Movimento 5 Stelle       | Raffaele Erba              |
| Como            | Forza Italia             | Alessandro Fermi           |
| Cremona         | Lega                     | Federico Lena              |
| Cremona         | Partito Democratico      | Matteo Piloni              |
| Cremona         | Movimento 5 Stelle       | Marco Degli Angeli         |
| Lecco           | Lega                     | Flavio Nogara              |
| Lecco           | Partito Democratico      | Raffaele Straniero         |
| Lecco           | Forza Italia             | Mauro Piazza               |
| Lodi            | Lega                     | Pietro Foroni              |
| Lodi            | Partito Democratico      | Patrizia Baffi             |
| Mantova         | Lega                     | Alessandra Cappellari      |
| Mantova         | Partito Democratico      | Antonella Forattini        |
| Monza e Brianza | Lega                     | Andrea Monti               |
| Monza e Brianza | Lega                     | Alessandro Corbetta        |
| Monza e Brianza | Lega                     | Marco Maria Mariani        |
| Monza e Brianza | Partito Democratico      | Pietro Luigi Ponti         |
| Monza e Brianza | Movimento 5 Stelle       | Marco Fumagalli            |
| Monza e Brianza | Forza Italia             | Fabrizio Sala              |
| Pavia           | Lega                     | Roberto Mura               |
| Pavia           | Partito Democratico      | Giuseppe Villani           |
| Pavia           | Movimento 5 Stelle       | Simone Verni               |
| Pavia           | Forza Italia             | Ruggero Invernizzi         |
| Sondrio         | Lega                     | Massimo Sertori            |
| Varese          | Lega                     | Francesca Brianza          |
| Varese          | Lega                     | Emanuele Monti             |
| Varese          | Lega                     | Marco Colombo              |
| Varese          | Partito Democratico      | Samuele Astuti             |
| Varese          | Movimento 5 Stelle       | Roberto Cenci              |
| Varese          | Forza Italia             | Angelo Palumbo             |
| Varese          | Fontana Presidente       | Giacomo Basaglia Cosentino |

## Galleria d'immagini

Distacco tra il primo e il secondo candidato